# غوتفريد هاغن
غوتفريد هاغن (بالألمانية: Gottfried Hagen)‏ هو كاتب ألماني، ولد في 1230 في كسانتن في ألمانيا، وتوفي في 4 يوليو 1299 في كولونيا في ألمانيا.